# 菲里斯·范恩
菲里斯·羅伊·范恩（英語：Ferris Roy Fain，1921年3月29日—2001年10月18日），為前美國職棒大聯盟的一壘手，生涯曾效力於運動家、白襪、老虎與印地安人(今守護者)等隊。他生涯入選5次明星賽，拿下2座打擊王。生涯上壘率4成24，至今仍名列大聯盟第15名。
到了生涯晚期，范恩因為私自種植大麻違反法律，再度躍上新聞版面。

## 職業生涯
1947年，范恩加盟運動家。菜鳥年他便繳出2成91的打擊率，並敲出7轟與71分打點。.隔年他的打擊率為2成88，並敲出7轟與88分打點。1949年，運動家團隊製造217次雙殺，刷新大聯盟紀錄。而范恩該年參與了194次雙殺守備，至今仍是一壘手單季紀錄。1950年，他繳出2成82的打擊率，並敲出10轟與83分打點。同年首度入選明星賽。
1951年，范恩以3成44的打擊率拿下美聯打擊王，並在MVP票選上拿下第六名。隔年，他以3成24的打擊率再度拿下美聯打擊王寶座。他也再次於MVP票選上拿下第六名。但是范恩易怒的脾氣讓球隊很不習慣，因此球季結束後，運動家將他交易到白襪，換來Eddie Robinson、Ed McGhee和Joe DeMaestri。據傳洋基也有意交易來范恩，但最後沒有成功。
1953年，范恩在一家咖啡廳和球迷起了爭執，最終演變成肢體衝突。同年明星賽，他跑回美聯明星隊唯一一分。1954年，他和隊友內利·法克斯、喬治·凱爾及Chico Carrasquel都入選明星賽，這也是大聯盟首次同一隊內野四人都入選明星賽先發。1955年，他先後效力老虎和印地安人。該年他繳出2成60的打擊率，並敲出2轟與31分打點。但他卻因為膝蓋傷勢，不得不提前退休。

## 晚年
1970年，范恩成為房屋改造師。不過他在晚年遭遇了不少麻煩，像是1985年，范恩就曾被警方發現在自宅私自種植大麻而被判處5年緩刑。1988年，警方再次突襲范恩家中，結果發現他的家裡種植了多達400多株的大麻。最終他被判處3年有期徒刑。
2001年10月18日，80歲的范恩因糖尿病與白血病去世。

## 生涯打擊成績
| 出賽次數 | 打席 | 打數 | 得分 | 安打 | 二安 | 三安 | 全壘打 | 打點 | 盜壘 | 保送 | 三振 | 打擊率 | 上壘率 | 長打率 | OPS  |
| -------- | ---- | ---- | ---- | ---- | ---- | ---- | ------ | ---- | ---- | ---- | ---- | ------ | ------ | ------ | ---- |
| 1151     | 4905 | 3930 | 595  | 1139 | 213  | 30   | 48     | 570  | 46   | 904  | 261  | .290   | .424   | .396   | .820 |

## 外部連結
- 球員資訊和成績在MLB，ESPN，Retrosheet ，Baseball Reference ，Baseball Reference (Minors) ，Fangraphs ，The Baseball Cube （英文）